# نيكولاس سنكلير
نيكولاس سنكلير (بالإنجليزية: Nicholas Sinclair)‏ هو مصور بريطاني، ولد في 1954.

## وصلات خارجية
- الموقع الرسمي